# Ascensión (Chihuahua)
Ascensión es una localidad del estado mexicano de Chihuahua: ubicada al norte del estado, es cabecera del municipio de Ascensión.

## Historia
La región donde hoy se ubica Ascensión, fue habitada en épocas prehispánicas por grupos étnicos pertenecientes a la región de Oasisamérica, relacionados con la Cultura Paquimé, así como con los grupos étnicos denominados posteriormente sumas, janos y jumanos.
La población fue fundada según diversas fuentes, el 6 de enero de 1872 por unas 40 familias mexicanas que emigraron de los Estados Unidos, particularmente del territorio de La Mesilla, que había sido mexicano hasta el año 1853, cuando fue vendido por el gobierno de Antonio López de Santa Anna y que estaba formado por los extremos norte de Chihuahua y Sonora, las razones de la emigración fueron conflictos políticos por posesión de tierras, lo que finalmente llevó a las familias de origen mexicano a regresar a su país. Fueron liderados por Ignacio Orrantía, a quien se considera el fundador del pueblo, y en una caravana de carretas se establecieron en el punto en que encontraron un ojo de agua y por tanto denominaron a la población como Ojo de Federico.
De estas familias originales algunas decidieron regresar a los Estados Unidos y otras siguieron hacia otros puntos más fértiles del estado. Para empeorar las cosas, en 1876 los terrenos en que se asentaba Ojo de Federico fueron declarados baldíos y la población tuvo que ser relocalizada en su totalidad, asentándose donde hasta la actualidad se encuentra y fue entonces cuando fue renombrada como La Ascensión, el mismo que conserva hasta el día de hoy. Originalmente formaba parte del Municipio de Janos, sin embargo el 18 de noviembre de 1893 Ascensión fue constituida en cabecera municipal al erigirse el nuevo municipio con su nombre.

## Geografía
Ascensión se encuentra localizada en medio del desierto de Chihuahua, a una altitud promedio de 1 200 metros sobre el nivel del mar.

### Geografía humana
Se dedica principalmente a actividades agropecuarias y actividades comerciales menores. La población se encuentra a unos 170 kilómetros al suroeste de Ciudad Juárez y a 33 kilómetros al noreste de Janos, a través de la Carretera Federal 2 que la comunica con estas poblaciones y el resto del país.

### Clima
El clima de Ascensión es desértico de latitud media (BWk), y por lo tanto extremo. Las temperaturas varían mucho de una estación a otra.
| Parámetros climáticos promedio de Ascensión, Ascensión, Chih. | Parámetros climáticos promedio de Ascensión, Ascensión, Chih. | Parámetros climáticos promedio de Ascensión, Ascensión, Chih. | Parámetros climáticos promedio de Ascensión, Ascensión, Chih. | Parámetros climáticos promedio de Ascensión, Ascensión, Chih. | Parámetros climáticos promedio de Ascensión, Ascensión, Chih. | Parámetros climáticos promedio de Ascensión, Ascensión, Chih. | Parámetros climáticos promedio de Ascensión, Ascensión, Chih. | Parámetros climáticos promedio de Ascensión, Ascensión, Chih. | Parámetros climáticos promedio de Ascensión, Ascensión, Chih. | Parámetros climáticos promedio de Ascensión, Ascensión, Chih. | Parámetros climáticos promedio de Ascensión, Ascensión, Chih. | Parámetros climáticos promedio de Ascensión, Ascensión, Chih. | Parámetros climáticos promedio de Ascensión, Ascensión, Chih. |
| Mes                                                           | Ene.                                                          | Feb.                                                          | Mar.                                                          | Abr.                                                          | May.                                                          | Jun.                                                          | Jul.                                                          | Ago.                                                          | Sep.                                                          | Oct.                                                          | Nov.                                                          | Dic.                                                          | Anual                                                         |
| ------------------------------------------------------------- | ------------------------------------------------------------- | ------------------------------------------------------------- | ------------------------------------------------------------- | ------------------------------------------------------------- | ------------------------------------------------------------- | ------------------------------------------------------------- | ------------------------------------------------------------- | ------------------------------------------------------------- | ------------------------------------------------------------- | ------------------------------------------------------------- | ------------------------------------------------------------- | ------------------------------------------------------------- | ------------------------------------------------------------- |
| Temp. máx. abs. (°C)                                          | 28.0                                                          | 30.0                                                          | 34.0                                                          | 36.0                                                          | 40.0                                                          | 43.0                                                          | 42.0                                                          | 40.0                                                          | 38.5                                                          | 39.0                                                          | 31.0                                                          | 29.0                                                          | 43.0                                                          |
| Temp. máx. media (°C)                                         | 15.0                                                          | 17.7                                                          | 20.6                                                          | 23.5                                                          | 29.1                                                          | 34.8                                                          | 34.3                                                          | 32.6                                                          | 30.0                                                          | 25.0                                                          | 19.3                                                          | 15.4                                                          | 24.8                                                          |
| Temp. media (°C)                                              | 5.8                                                           | 7.8                                                           | 11.1                                                          | 14.2                                                          | 19.2                                                          | 25.0                                                          | 26.0                                                          | 24.6                                                          | 21.8                                                          | 15.7                                                          | 9.7                                                           | 6.5                                                           | 15.6                                                          |
| Temp. mín. media (°C)                                         | -3.3                                                          | -2.0                                                          | 1.7                                                           | 4.9                                                           | 9.3                                                           | 15.2                                                          | 17.8                                                          | 16.6                                                          | 13.6                                                          | 6.4                                                           | 0.1                                                           | -2.3                                                          | 6.5                                                           |
| Temp. mín. abs. (°C)                                          | -20.0                                                         | -17.0                                                         | -9.0                                                          | -8.5                                                          | -2.5                                                          | -9.0                                                          | 10.0                                                          | 3.0                                                           | 2.0                                                           | -17.0                                                         | -15.0                                                         | -20.0                                                         | -20.0                                                         |
| Precipitación total (mm)                                      | 8.5                                                           | 10.2                                                          | 5.2                                                           | 2.6                                                           | 5.3                                                           | 7.4                                                           | 68.7                                                          | 54.1                                                          | 32.2                                                          | 20.9                                                          | 11.5                                                          | 12.3                                                          | 238.9                                                         |
| Días de lluvias (≥ 1 mm)                                      | 1.63                                                          | 1.66                                                          | 1.40                                                          | 0.70                                                          | 0.72                                                          | 1.40                                                          | 6.80                                                          | 4.82                                                          | 3.46                                                          | 2.26                                                          | 1.53                                                          | 1.40                                                          | 27.8                                                          |
| Días de nevadas (≥ 1 mm)                                      | 0.56                                                          | 0.33                                                          | 0.16                                                          | 0                                                             | 0                                                             | 0                                                             | 0                                                             | 0                                                             | 0                                                             | 0                                                             | 0.33                                                          | 0.41                                                          | 1.8                                                           |
| Fuente n.º 1: Colegio de Postgraduados                        |                                                               |                                                               |                                                               |                                                               |                                                               |                                                               |                                                               |                                                               |                                                               |                                                               |                                                               |                                                               |                                                               |
| Fuente n.º 2: Servicio Meteorológico Nacional                 |                                                               |                                                               |                                                               |                                                               |                                                               |                                                               |                                                               |                                                               |                                                               |                                                               |                                                               |                                                               |                                                               |

## Hermanamiento
- Nuevo México Mesilla[9]